# Popsy e altri racconti
Popsy e altri racconti (Marques II) è un'antologia di racconti di vari autori pubblicata dalla Fanucci Editore nel 1995.

## Titoli
- Popsy (Popsy), di Stephen King
- Seconda visione (Second Sight), di Ramsey Campbell
- Il cimitero delle auto (The Yard), di William F. Nolan
- La nuova stagione (The New Season), di Robert Bloch
- Il caro estinto (The Dear Departed), di Richard Matheson
- Sculture di ghiaccio (Ice Sculptures), di David B. Silva
- Colpo di spugna (Wiping the Slate Clean), di G. Wayne Miller
- La figliata (The Litter), di James Kisner
- Splatter, un racconto d'avvertimento (Splatter), di Douglas E. Winter
- Letto di morte (Deathbed), di Richard Christian Matheson
- Il gotico americano (American Gothic), di Ray Russell
- Sogni notturni (Moist Dreams), di Stanley Wiater
- Il cane, gatto e neonato (Dog, Cat and Baby), di Joe R. Lansdale
- Niente viene dal niente (Nothing from Nothing Comes), di Katherine Ramsland
- Se prendi la mia mano, figlio mio (If You Take My Hand, My Son), di Mort Castle
- Maurice e micia (Maurice and Mog), di James Herbert
- Una storia di pesci (Fish Story), di Dennis Hamilton
- Meglio di Fetchit (Outsteppin' Fetchit), di Charles R. Saunders
- Nel carro armato (In the Tank), di Ardath Mayhar
- Nascondiglio (Hidey Hole), di Steve Rasnic Tem
- La notte sta gelando in fretta (The Night is Freezing Fast), di Thomas F. Monteleone
- Talenti nascosti (Buried Talents), di Richard Matheson
- Il lago George in pieno agosto (Lake George in High August), di John Robert Bensink
- Wordsong (Wordsong), di J.N. Williamson
- L'uomo che affogava i cuccioli (The Man Who Drowned Puppies), di Thomas Sullivan
- Il bambino che fece ritorno dalla morte (The Boy Who Came Back from the Dead), di Alan Rodgers

## Edizioni
- Alda Carrer, Fabrizio Luzzatti e Chiara Faglia, Popsy e altri racconti, traduzione di vari, collana Edizione Tascabile Horror, Fanucci, 1995,  p. 254.